# 耶伊納島

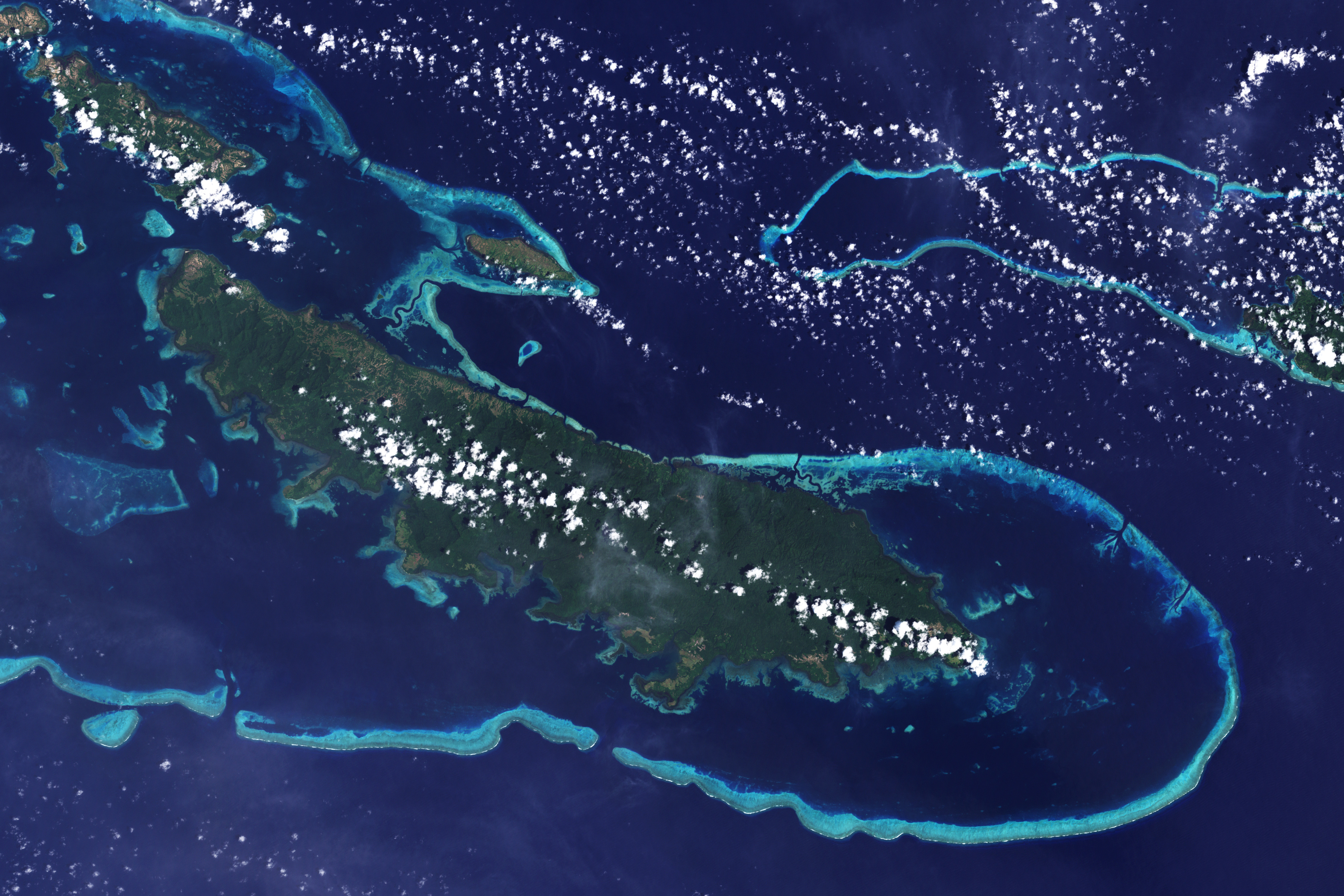

耶伊納島是巴布亞新畿內亞的火山島，位於塔古拉島西北10公里的所羅門海，屬於路易西亞德群島的一部分，長9.5公里、寬3.2公里，面積11平方公里，最高點海拔高度79米。